# Jan Exnar
Jan Exnar (* 27. července 1951, Havlíčkův Brod) je český sklářský výtvarník a malíř.

## Život

### Vzdělání
- 1966 – 1970 Střední odborná škola sklářská, Železný Brod (prof. Pavel Ježek)
- 1970 – 1976 Vysoká škola uměleckoprůmyslová v Praze, ateliér skla, (prof. Stanislav Libenský)

### Členství ve spolcích výtvarníků
- Spolek výtvarných umělců Mánes
- Skupina Rubikon (1998)

## Dílo
V kontextu české ateliérové sklářské tvorby je Jan Exnar ojedinělým příkladem tvůrce s velmi intenzivním spojením souběžných poloh – malířské, kreslířské a sklářské. Každá z nich má své specifické vyjadřovací prostředky a zároveň jsou těsně provázané v procesu hledání formy pro ztvárnění autorovy myšlenky. Společným rysem je mnohdy krajní tvarová jednoduchost, smysl pro klidnou harmonii, ale současně i skryté napětí. Razance gesta v barevně dynamickém výrazu malířské práce se doplňuje s monumentalitou autorových skleněných plastik.

### Vitraje
Malířské vnímání Jana Exnara a orientace k práci se sklem mělo společný výstup v podobě expresivních vitrajů. Působivě se na nich uplatňovala dramatická malba, kterou umocňovala proměna barev světlem prostupujícím skleněnou matérií. Jednalo se o realizace do architektury i volnou tvorbu prostorových „skleněných obrazů“. Nesly v sobě impulzivní emoce i možnost nechat na sebe působit vjemy, ukryté v ryze soukromých zákoutích lidského vědomí.
Příkladem jedné z jeho realizací jsou 4 vitraje zachycující výjevy ze života Panny Marie z roku 1988 umístěné v kostele sv. Martina v Třešti.

### Malba
Současná malířská tvorba Jana Exnara má dvě příbuzné, ale výrazově odlišné cesty.
První má svůj specifický význam v hledání podoby budoucí plastiky. Tyto malby navazují na desítky obvykle tušových kreseb, ve kterých autor jednoduchým tahem usiluje o vystižení podstaty věci přesně vedenou linií. Vytváří optimální výtvarnou zkratku, která by co nejlapidárnějším způsobem, bez nadbytečných detailů, vyjadřovala myšlenkový obsah.
Na plátno poté autor projektuje již konstituovanou podobu vize skleněného tvaru, ověřuje si jeho působivost v jiné výtvarné poloze. Malba zachycuje objekty bez zakotvení v určitém konkrétním prostředí, které by je spojovalo s nějakým narativním sdělením. Současně jim takto dává možnost prostupování do okolního prostoru, mimo rámec obrazu samého. Neuhlazená malířská technika pocitově narušuje přísné hranice ploch, těkavé struktury nesou náznaky možné budoucí materiálové podstaty a naznačují působení světla ve vnitřním prostoru.

Soubory Exnarových přípravných maleb, proměnné tvarové i barevné varianty provedené rozmáchlým malířským rukopisem, vytvářejí vyvažující protipól monumentálně sevřených sochařských prací.
Druhou polohou vedle pláten s vazbou na skulpturální práce je stále intenzivněji rozvíjená řada uvolněných maleb, inspirovaných přímo v plenéru. Jan Exnar v nich neusiluje o konkrétní zobrazení místa či jevu. Jde mu o zachycení vjemů obecně fascinující podstaty motivů krajiny, přírodních živlů, skrytých i viditelných dějů se silně emotivním podtextem prožívání čehosi jedinečného. Malířský rukopis dochází až na kraj gestické malby a barevná škála je často rozehraná do nejdramatičtějších kontrastů. Motivy architektury v krajině, kaplí či mostů, v sobě nesou výraz klidové monumentality, ale i podtexty duchovních poselství.

Je zjevné, že bezprostřednost kontaktu s přírodním prostředím má pro autora zásadní význam jako pozitivní životní element a obrazy jsou ve srovnání s tlumenějšími a meditativnějšími malbami z ateliéru naplněny živelnějším výrazem emocí a vjemů.

### Sklo
Ačkoliv tvůrčí postup Jana Exnara logicky směřuje ke skleněným plastikám jako k završení přípravného procesu v jiných výtvarných technikách, tyto jeho realizace nejsou izolovaným cílovým vyvrcholením, na které by se měla soustředit celá výsledná pozornost. Je dobré vnímat je jako nedílnou součást celého souboru společně s malbami a kresbami. Vztah malby a skla není pouhým dokladem postupu studijní přípravy v hledání podoby díla. Je v něm možné nacházet odrazy nutné cesty oprošťování se od napjatého neklidu k výrazu řádu věcí.

Plastiky jsou nabídnutou možností vnímání podnětů zpracovaných v malbách a kresbách v jiné, trojrozměrné dimenzi a s jedinečnými materiálovými aspekty světelné, barevné i tvarové proměny. Lze si na ně poprvé v onom postupném procesu „materializace myšlenky“ sáhnout a navázat s nimi kontakt v reálné existenci. Mnoho diváků k tomuto dotyku jejich linie přímo vybízejí. Na rozdíl od obrazů, Exnarovy skleněné tvary neexpandují do prostoru, spíše jako by jej vtahovaly do sebe. Uzavírají se do vlastní dimenze, naplněné vnitřním napětím a energií. Snaha oprostit je od všech nepodstatných detailů je vedena záměrem dosáhnout symbolické platnosti jejich obsahu.

Autorovy dřívější práce byly většinou realizovány v křišťálu, s působivým světelným efektem. Majestátem své proměnnosti a symbolickým vyzněním připomínaly znamení, podvědomě navozující vědomí existence řádu, jehož význam je v nadčasovosti základních hodnot. Postupně však začal uplatňovat i barevné skloviny v tlumených odstínech, případně i v poloze zcela temné, neprůsvitné. V současné době jsou Exnarovy práce rozehrané do velmi živé a příjemné barevné škály. Tématem řady objektů se stala symbolická nekonečnost vesmíru, průchody mezi dvěma prostory či sféry jako elementární nekonečné formy uzavřených energií a dějů.

Stále častějším motivem se pro autora stal symbol hlavy bytosti, nejprve v relativně komorních rozměrech a elegantně stylizovaných tvarech s ladnou křivkou. Postupně se tato tvůrčí linie rozvinula do rozměrných realizací. Svým strohým pojetím a tajemně zahaleným animistickým poselstvím vyvolávají srovnatelné pocity jako monumenty prehistorických kultur. Exnar v posledních letech začal pracovat i na rozsáhlém cyklu s nově vyhraněným výrazem. Velmi jednoduše naznačené hlavy mají silně rozbrázděný, dramaticky modelovaný povrch. Dřívější, netečně majestátní vzhled je tak nyní plný rozporuplných vnitřních emocí, dramat i tušených příběhů. Jsou to lidské bytosti zranitelné, bezbranné a obnažené. Jejich inspirace vychází přímo ze starověkých symbolů lidské bytosti, z prapodstaty postavy, ať již v sobě nese primitivní stylizaci přírodních národů či naturalismus antického tvarosloví.

Vedle prací s prvky figurace autor nadále pokračuje v tvorbě monumentalizovaných motivů z přírodního prostředí, například rozpukávajících květů. Poslední díla jsou ovlivněna fascinujícími zážitky ze setkání s mocnými přírodními úkazy na Islandu. Mohutná oblina vystupující zpod povrchu má předobraz v hladině velkého gejzíru, vzdouvající se před výbuchem. Hrotitý kužel symbolizuje samotnou erupci, tryskající vodní sloup. Z obou motivů je cítit pokornou úctu k něčemu, stojícímu mimo rozměr času lidských životů, ke skryté síle v nitru země, dalece přesahující lidské činění

### Ocenění
- 1981 Internationale Handwersmesse, Jugend gestaltet, München, Urkunde
- 2004 Bayerischer Staatspreis, 56. Internationalen Handwerkmesse, München

### Zastoupení ve sbírkách
- Ministerstvo kultury České republiky
- Moravská galerie v Brně
- Uměleckoprůmyslové museum v Praze
- Východočeské muzeum, Pardubice
- Regionální muzeum města Žďáru nad Sázavou
- Severočeské muzeum v Liberci
- Muzeum skla a bižuterie v Jablonci nad Nisou
- Galerie výtvarného umění v Havlíčkově Brodě
- Runnymede Sculpture farm, California

### Výstavy

#### Autorské (výběr z 32)
- 1981 Jan Exnar: Vitraj, Galerie výtvarného umění v Havlíčkově Brodě
- 1996 Jan Exnar: Skleněná plastika, Galerie výtvarného umění v Hodoníně
- 2000 Jan Exnar, Zámecká galerie Chagall, Karviná
- 2001 Jan Exnar, Galerie výtvarného umění v Havlíčkově Brodě
- 2002/03 Jan Exnar: Melancholie, Východočeské muzeum, Pardubice
- 2006 Jan Exnar: Reflexe, Hrad Špilberk, královská kaple, Brno
- 2011 Jan Exnar '11, Galerie výtvarného umění v Havlíčkově Brodě
- 2014 Jan Exnar - sklo, Podhorácké muzeum, Předklášteří

#### Společné (výběr)
- 1977	Umělecké sklo 1977, Praha
- 1983 Prostor 2, Veletržní palác, Praha
- 1984	Jan Exnar: Sklo, František Janák: Sklo, Jana Kadlecová: Grafika, Atrium na Žižkově, Praha
- 1984 	Československé sklo '84: Umělecká sklářská tvorba, Valdštejnská jízdárna, Praha
- 1986 	Prostor 3, Všemina, vodní nádrž,
- 1992 	Souvztažnosti, Skleněná plastika a vitráže 1992, Dům umění města Brna
- 1992/3 Festival českého a japonského skla 1992 - 1993, Mánes, Praha, Muzeum dekorativního umění Azabu, Tokio, Village of Glass, Hiroshima, Machida City Museum of Graphic Art Machida, Bohemia Glass Museum Karuizawa, Nagano
- 1999	Jaroslav J. Alt: Obrazy, Jan Exnar: Sklo, Jana Slámová: Tapiserie, Regionální muzeum Kolín
- 2001 	300 Years of Czech Decorative Art, Takasaki Museum of Art
- 2003/4 Krajina domova třetího tisíciletí, Galerie kritiků, Praha
- 2005	Rubikon - B. Eliáš, J. Matouš, J. Exnar, J. Rybák, I. Křen, Galerie Diamant, Praha
- 2006	Jubilanti Spolku výtvarných umělců Mánes 2006, Galerie Diamant, Praha
- 2007	Skláři Mánesa a jejich hosté, Galerie Diamant, Praha
- 2009 	Vysočinou, Galerie města Plzně
- 2009 	Crossing borders, Glasmuseet Ebeltoft
- 2009 FIGURA: Skupina Rubikon, Galerie Diamant, Praha
- 2009 	Rubikon: Sklo, obrazy, grafika, Galerie Aspekt, Brno
- 2012/13 Vše nejlepší! České sklářské umění, Uměleckoprůmyslové museum, Praha

### Katalogy
- Jan Exnar: Vitraj, 1981, Hartmann A, kat. 28 s., Galerie výtvarného umění v Havlíčkově Brodě
- Jan Exnar: Sklo, 1984, Drdácká P, kat. 6 s., Atrium, Praha
- Jan Exnar: Glass, 1990, Altová B, kat. 8 s.
- Jan Exnar: Skleněná plastika, 1996, kat. 6 + 1 s., Galerie výtvarného umění v Hodoníně
- Jan Exnar, 2000, Bohdálek J, kat. 4 s., Výtvarné centrum Chagall, Ostrava
- Ateliér Jana Exnara v roce 2001, 2001, Křen I, kat. 16 s., Nakladatelství Hejkal, Havlíčkův Brod
- Jan Exnar: Melancholie, 2002, Křen I, kat. 4 s., Východočeské muzeum, Pardubice
- Jan Exnar '11, 2011, Křen I, kat. 12 s., Galerie výtvarného umění v Havlíčkově Brodě

### Souborné publikace
- One Hundred Years of Bohemian Glass (curator O. Palata), Takasaki Museum of Art, 1995, p. 132
- České sklo, 2001, Petrová S, 283 s., Gallery, spol. s r.o. (Jaroslav Kořán), Praha, ISBN 80-86010-44-9